# Bothriurus andorinhas
Espèce
Bothriurus andorinhas est une espèce de scorpions de la famille des Bothriuridae.

## Distribution
Cette espèce est endémique du Pará au Brésil. Elle se rencontre vers São Geraldo do Araguaia dans le parc d'État de la Serra dos Martírios/Andorinhas (en).

## Description
Le mâle holotype mesure 37,20 mm.

## Systématique et taxinomie
Cette espèce a été décrite par Lourenço en 2023.

## Étymologie
Son nom d'espèce lui a été donné en référence au lieu de sa découverte, la Serra dos Andorinhas (pt).

## Publication originale
- Lourenço, 2023 : « A new species of Bothriurus Peters (Scorpiones: Bothriuridae) from ‘Parque Estadual da Serra dos Martírios/Andorinhas’ in the State of Pará, Brazil. » Faunitaxys, vol. 11, no 4, p. 1-7 (texte intégral).